# La Cenicienta (anime)
La Cenicienta (シンデレラ物語Shinderella Monogatari?) es una adaptación en forma de serie del cuento de hadas Cenicienta de Charles Perrault, retransmitida en la cadena japonesa de televisión NHK desde abril de 1996 a noviembre del mismo año. La serie consta de 26 capítulos.

## Argumento
Cenicienta es la única hija de una familia bastante rica. Cuando su madre fallece, su padre se casa con una viuda con dos hijas. Cuando su padre abandona su hogar para irse de viaje de negocios, Cenicienta se convierte en la esclava de su malvada madrastra y de sus dos malvadas hermanastras. El príncipe del reino, por su parte, vive una vida aburrida en el castillo y un día se escapa y se hace pasar por un plebeyo. Cenicienta coincide con él a través de un golpe del destino, y se convierte en su mejor amigo sin saber que en realidad es el príncipe del reino. En esta historia, hay otras vueltas de guion al cuento original de Charles Perrault, como que el villano es la mano derecha del rey, que está conspirando para hacerse cargo del trono una vez que elimine al príncipe. Después de una serie de acontecimientos e historias contadas, en el castillo tiene lugar una fiesta para que el príncipe pueda elegir una esposa. Cada chica del reino recibe una invitación para esta fiesta. Cuando la cruel madrastra de Cenicienta le impide a su hijastra Cenicienta asistir al Baile Real, por el temor de que el príncipe eligiera a su hijastra Cenicienta como su futura esposa en vez de a una de sus dos hijas, la muchacha, recibe la ayuda inesperada de sus mascotas y de su hada madrina para acudir al baile real.